# Presidio (Teksas)
Presidio – miasto w Stanach Zjednoczonych, w stanie Teksas, w hrabstwie Presidio.